# Nell Scovell
Nell Scovell est une scénariste, productrice et auteur américaine née le 8 novembre 1960 à Newton au Massachusetts.

## Filmographie

### Scénariste

#### Pourles Simpson
| Année | Titre                 | Titre original                          | Saison | Épisode | Réalisateur |
| ----- | --------------------- | --------------------------------------- | ------ | ------- | ----------- |
| 1991  | Un poisson nommé Fugu | One Fish, Two Fish, Blowfish, Blue Fish | 2      | 11      | Wes Archer  |
| 2020  | Pas d'excuse          | Sorry Not Sorry                         | 32     | 9       | Rob Oliver  |

#### Autre
- 1982-1990 : Late Night with David Letterman : 27 épisodes
- 1987 : The Wilton North Report (en)
- 1988 : The Smothers Brothers Comedy Hour
- 1989-1990 : Newhart : 24 épisodes
- 1991-1995 : Coach : 7 épisodes
- 1992 : Sibs : 1 épisode
- 1993-1994 : Murphy Brown : 5 épisodes
- 1994 : Profession : critique : 1 épisode
- 1995 : Space Ghost Coast to Coast : 1 épisode
- 1995 : The TV Wheel
- 1996-2003 : Sabrina, l'apprentie sorcière : 163 épisodes
- 1997 : Chérie, nous avons été rétrécis
- 1998 : The Wonderful World of Disney : 1 épisode
- 1999 : Providence : 2 épisodes
- 1999 : Hayley Wagner, Star
- 2000 : The War Next Door : 3 épisodes
- 2001-2002 : Charmed : 5 épisodes
- 2002 : Hôpital San Francisco : 1 épisode
- 2003 : Criminology 101
- 2005-2009 : Monk : 3 épisodes
- 2006 : Hello Sister, Goodbye Life
- 2006-2007 : NCIS : Enquêtes spéciales : 3 épisodes
- 2007 : Le Jeu de la vérité
- 2010-2012 : Warehouse 13 : 6 épisodes
- 2015-2016 : The Muppets : 6 épisodes
- 2017 : Mystery Science Theater 3000 : 1 épisode
- 2020 : Stuntwomen: The Untold Hollywood Story

### Producteur
- 1991 : Princesses : 1 épisode
- 1991-1992 : Coach : 24 épisodes
- 1993-1994 : Murphy Brown : 21 épisodes
- 1996-1997 : Sabrina, l'apprentie sorcière : 21 épisodes
- 1997 : Teen Angel : 2 épisodes
- 1999 : Providence : 16 épisodes
- 1999 : Hayley Wagner, Star
- 2001-2002 : Charmed : 31 épisodes
- 2002 : Hôtel San Francisco
- 2003 : Criminology 101
- 2006-2007 : NCIS : Enquêtes spéciales : 24 épisodes
- 2007 : Le Jeu de la vérité
- 2010-2013 : Warehouse 13 : 28 épisodes
- 2015-2016 : The Muppets : 10 épisodes
- 2024 : Georgie and Mandy's First Marriage

### Réalisatrice
- 1999 : Hayley Wagner, Star
- 2007 : Le Jeu de la vérité
- 2014 : Awkward : 1 épisode

## Auteure
- (en) Nell Scovell, Just the Funny Parts: ... And a Few Hard Truths About Sneaking into to the Hollywood Boys' Club, HarperCollins, 20 mars 2018, 336 p. (ISBN 9780062473509)
- (en) Sheryl Sandberg et Nell Scovell (trad. Marie Boudewyn), En avant toutes : Les femmesn le travail et le pouvoir, Jean-Claude Lattès, 2014, 334 p. (ISBN 9782253194293)